# Klanger och spår
Klanger och spår är en diktsamling av poeten Tomas Tranströmer utgiven 1966.
Stora delar av diktsamlingen grundar sig på Tomas Tranströmers erfarenheter från anstalten Roxtuna på landet utanför Linköping där han 1960–1966 arbetade som fängelsepsykolog och kurator. Tillvaron på anstalten avspeglas särskilt i dikterna ”Vinterns formler” (6), ”Under tryck” (15) och ”Långsam musik” (19).
| ”                                                      | Praktiskt taget hela samlingen skrevs medan jag tjänstgjorde på Roxtuna. Roxtuna ’spökar’ i hela boken men i regel inte så påtagligt att man kan identifiera påverkan. Anstalten flyter även i hög grad ihop med hela östgötalandskapet. | „ |
| – Tomas Tranströmer i Kriminalvårdens boksamlare 1972. | |   |

## Innehåll

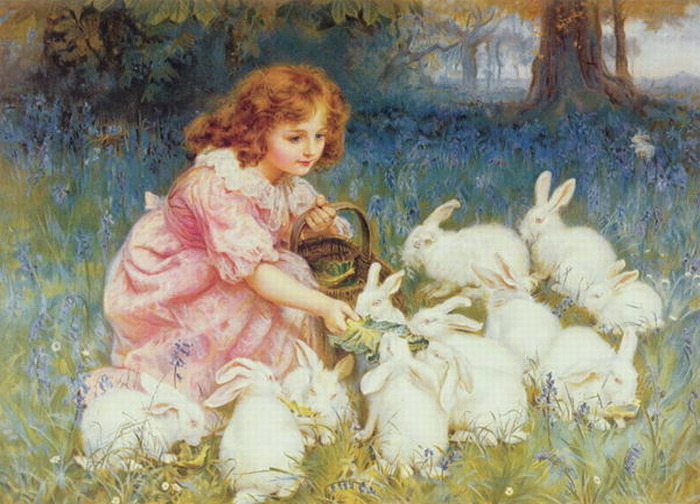
Kaninerna matas av Frederick Morgan (c:a 1904) med Alice i dikten ”Porträtt med kommentar” (1).

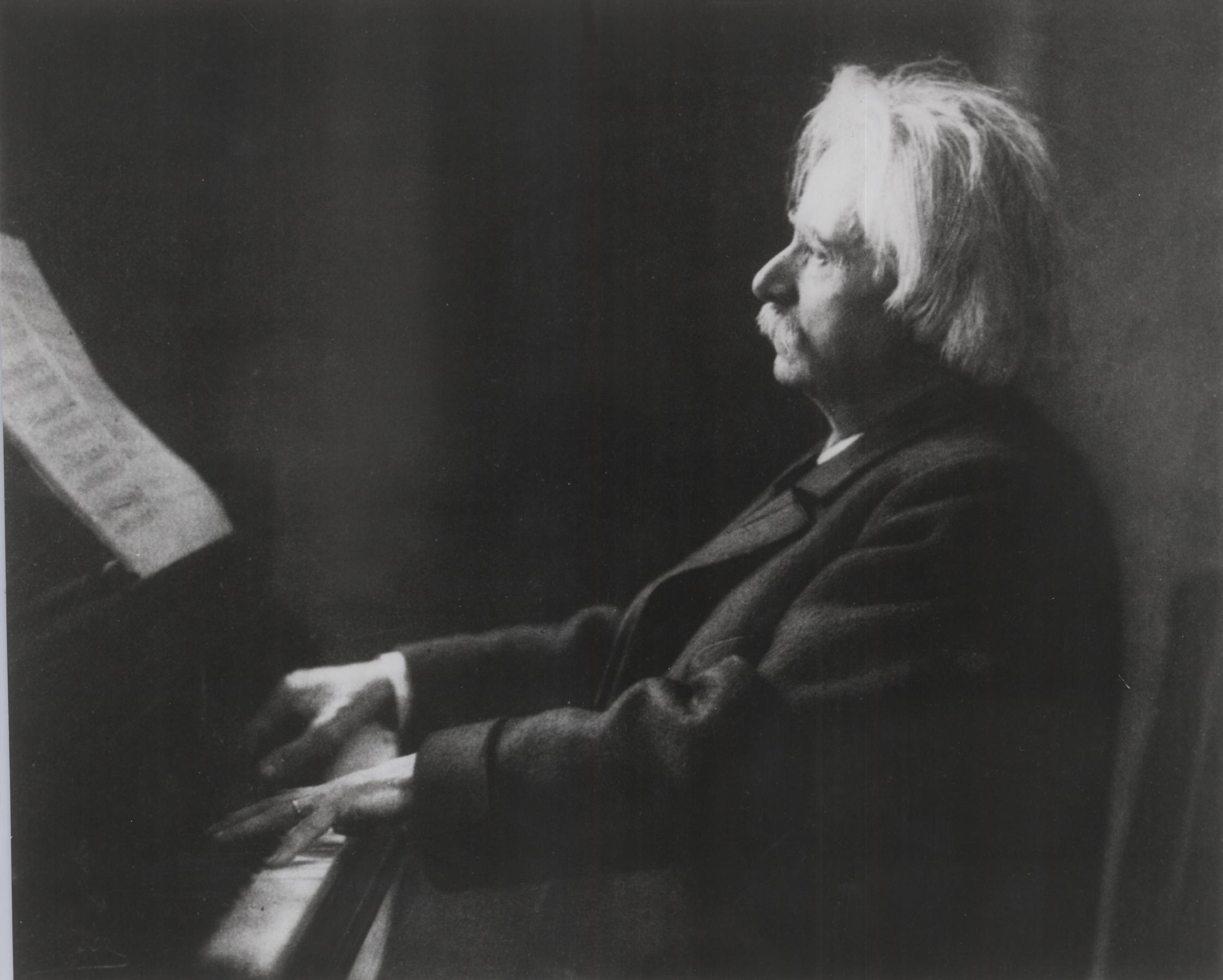
Edvard Grieg vid flygel 1907 i dikten ”En konstnär i norr” (17).

- Porträtt med kommentar[2]
- Lissabon
- Ur en afrikansk dagbok
- Krön
- Hommages
- Vinterns formler
- Morgonfåglar
- Om Historien
- Ensamhet
- I arbetets utkanter
- Efter någons död
- Oklahoma
- Sommarslätt
- Skyfall över inlandet
- Under tryck
- Öppna och slutna rum
- En konstnär i norr[4]
- I det fria
- Långsam musik

## Ljudbok
I ljudboken Tomas Tranströmer läser 82 dikter ur 10 böcker 1954–1996 läser författaren dikterna ”Ur en afrikansk dagbok” (3), ”Om Historien” (8; strof 4), ”Ensamhet” (9), ”Sommarslätt” (13), ”Under tryck” (15), ”Öppna och slutna rum” (16), ”En konstnär i norr” (17), ”I det fria” (18) och ”Långsam musik” (19).